# Brognon, Côte-d'Or
Brognon är en kommun i departementet Côte-d'Or i regionen Bourgogne-Franche-Comté i östra Frankrike. Kommunen ligger i kantonen Dijon 1er Canton som tillhör arrondissementet Dijon. År 2022 hade Brognon 318 invånare.

## Befolkningsutveckling
Antalet invånare i kommunen Brognon
Referens:INSEE